# 石库门屋里厢博物馆

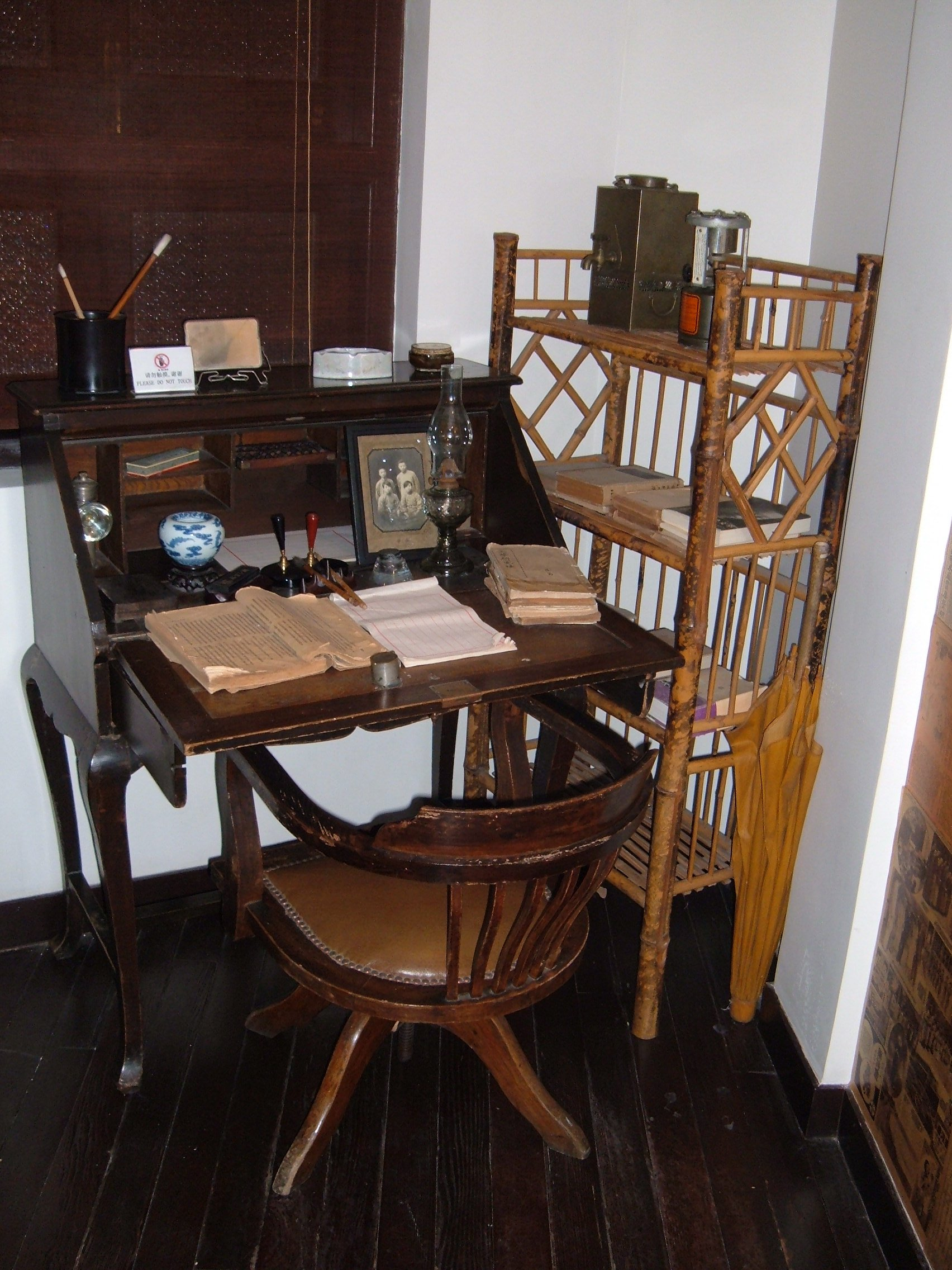
石库门屋里厢博物馆裡面的展品。

石库门屋里厢博物馆是位于中国上海市黄浦区新天地太倉路的一個博物馆，主要展示1920、30年代上海石库门弄堂里所存留的实物。 屋里厢博物馆由一幢建于1920年代石库门老房子改建而成。